# Bionic

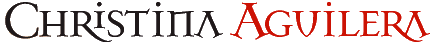
Logo nazwiska wykonawczyni, które umieszczono na okładce

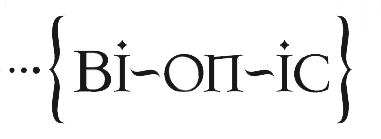
Logo tytułu albumu.

Bionic – piąty album anglojęzyczny amerykańskiej piosenkarki Christiny Aguilery, szóste studyjne wydawnictwo w jej karierze. Światowa premiera płyty odbyła się 4 czerwca 2010 nakładem wytwórni RCA Records, na półkach polskich sklepów muzycznych album pojawił się 7 czerwca tego roku. Na albumie zawarte zostały w sumie dwadzieścia cztery utwory, z których osiemnaście umieszczono na wersji standardowej, a resztę na deluxe edition płyty. Album jest efektem współpracy Aguilery z zastępem autorów i producentów muzycznych, w szczególności z Trickym Stewartem, Polow da Donem i Samuelem Dixonem. Stylistycznie muzyka na płycie stanowi połączenie różnych gatunków, między innymi rhythm and bluesa, popu, elektroniki i synthpopu. Aguilera chciała, by jej szósta płyta znacznie odróżniała się od poprzedniego wydawnictwa studyjnego, Back to Basics (2006), które zawierało nagrania z pogranicza jazzu, soulu i bluesa.
Album odniósł umiarkowany sukces artystyczny, jak i spotkał się ze względnym powodzeniem komercyjnym. Krytycy muzyczni docenili śmiałość Aguilery w eksperymentowaniu z gatunkami muzycznymi, dojrzałość wykonawczyni oraz jej wokal. Niektórzy z dziennikarzy negowali jednak inspirację piosenkarki twórczością artystów współpracujących z nią nad albumem. W Stanach Zjednoczonych Bionic zadebiutował na miejscu trzecim notowania Billboard 200, w ciągu pierwszego tygodnia od swojej premiery sprzedając się w nakładzie stu dziesięciu tysięcy kopii. Album okupował Top 10 list przebojów dookoła świata (między innymi w Australii, Brazylii, Japonii, Kanadzie i Niemczech), lecz szybko zniknął z większości zestawień. Zajął szczyt notowań w Wielkiej Brytanii, Korei Południowej czy Grecji. Z powodu niesatysfakcjonującej wytwórnię wydajności albumu na listach przebojów promocję Bionic przerwano w połowie czerwca 2010. Wiosną tego roku Aguilera promowała płytę przy pomocy występów w programach telewizyjnych (The Oprah Winfrey, American Idol, VH1 Storytellers). Pojawiła się także na 19. gali rozdania nagród MTV Movie Awards, podczas której zaprezentowała medley trzech pochodzących z albumu piosenek. Album wydał w sumie cztery single. Pierwszy z nich, „Not Myself Tonight”, zajmował pozycje w Top 40 list przebojów w większości krajów. Choć nie spotkał się z sukcesem w Stanach Zjednoczonych, okazał się hitem w Azji oraz umiarkowanym przebojem w Europie. „Not Myself Tonight” zilustrowano kontrowersyjnym teledyskiem, który zebrał mieszane recenzje i określony został jako „estetyczny, lecz nieoryginalny”. Trzeci singel, „You Lost Me”, minął się z powodzeniem komercyjnym. Krytycy wystawili obu utworom pozytywne recenzje. Dwa pozostałe wydawnictwa, „Woohoo” i „I Hate Boys”, opublikowano jako single promocyjne. Aguilera planowała ruszyć w trasę koncertową Bionic Tour, którą ostatecznie anulowano.

## Informacje o albumie
Latem 2007 roku w Azji, w trakcie trasy koncertowej Back to Basics Tour, Christina Aguilera wyznała, że jej nowa płyta będzie „krótka, słodka i zupełnie inna od poprzedniego dwupłytowego albumu Back to Basics”. Po narodzinach syna, Maksa Lirona Bratmana, wokalistka stwierdziła w wywiadzie przeprowadzanym przez Ryana Seacresta, że album zawierać będzie zupełnie nowy aspekt jej samej jako artystki. Obwieściła wówczas, że zawsze w okresie realizacji swych albumów, w studio nagraniowym korzysta z doświadczeń życiowych, więc tak muzycznie, jak i artystycznie, wyprodukuje najlepszy w dotychczasowej karierze materiał.
Praca nad albumem ruszyła w 2008 a zakończyła się wraz z początkiem 2010 roku. Album miał początkowo zostać wydany latem lub na jesieni 2009, lecz jego premierę odroczono następnie dwukrotnie – najpierw na kwiecień, a ostatecznie na czerwiec 2010. Tytuł płyty miał brzmieć Light & Darkness, lecz także został zmieniony. W 2009 Christina Aguilera podała do wiadomości, że jej nadchodzący projekt będzie odniesieniem do pop-artu. Według Aguilery, Bionic jest tytułem o znaczeniu wielowarstwowym. „(...) Oznacza posiadanie bionicznych części ciała; szczególnie struny głosowe są uwypuklone w graficznej oprawie albumu. (...) Potem dopiero jest drugie znaczenie Bionic – (...) bycie supernaładowanym elektronicznie i podekscytowanym na myśl o przyszłości. Jest to również mój sposób postrzegania kobiet.” – wyjaśniła wokalistka w wywiadzie udzielonym magazynowi Era Nadaje Rytm. Christina zadedykowała płytę swojemu synowi Maksowi.
Po nagraniu płyty, za pośrednictwem własnej strony internetowej, Aguilera obwieściła:
„Współpraca nad tym albumem z podziwianymi przeze mnie utalentowanymi producentami i autorami była wspaniałym doświadczeniem. Artyści, z którymi zdecydowałam się pracować nad płytą, wnieśli do niej wiele unikalnych warstw dźwiękowych. Moim zamierzeniem było wkroczyć w ich muzyczne światy i połączyć je z własną wizją dźwięku. Rezultat okazał się magiczny.”

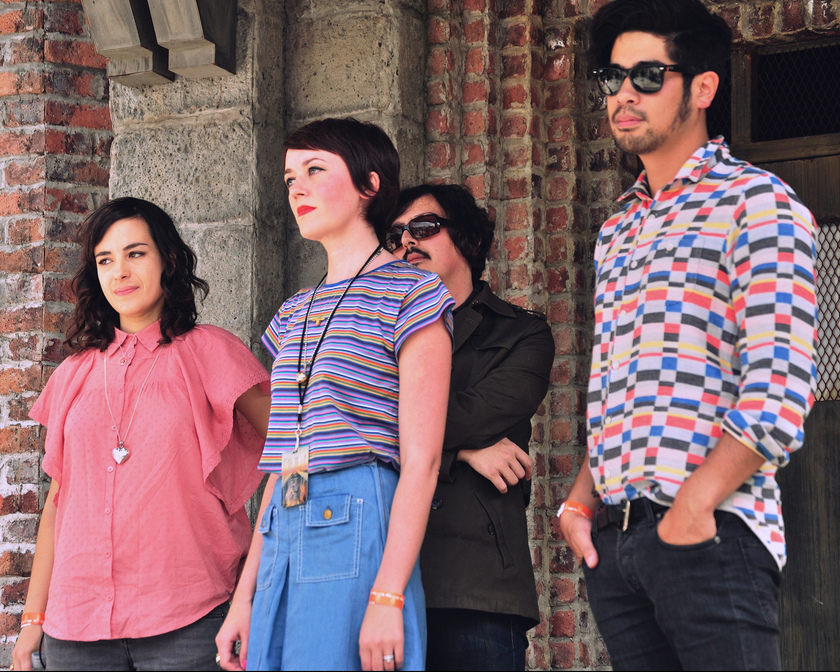
Dwie z piosenek autorstwa Ladytronu znalazły się na albumie w jego ostatecznej postaci.

Istnieje sześć oficjalnie znanych utworów, które zostały odrzucone przez RCA Records z finalnej wersji albumu (patrz tutaj). Jeden z nich („Night Desires”) stanowi współpracę Aguilery z duetem Goldfrapp, natomiast dwa inne – „Kimono Girl” i piosenka nieznana z tytułu – zostały napisane przez członków angielskiego zespołu Ladytron. Zarządcy RCA uznali utwory autorstwa Ladytronu za zbyt eksperymentalne i zastąpili je utworami bardziej mainstreamowymi. W ten sposób wytwórnia podjęła decyzję o zmianie tonu i konceptu albumu, jaki usiłowała stworzyć Aguilera. Wokalistka uznała w rozmowie z dziennikarzem pisma Rolling Stone, że album został wydany w złym czasie. „Krążek miał w sobie mnóstwo niesamowitych dźwięków i futurystyczną wymowę, ale jeśli nie siedzi się naprawdę w muzyce, to ten album wylatuje z głowy. Mnóstwo kolaboracji na Bionic stanowiło pracę z ludźmi, którzy pochodzili z undergroundowych obszarów muzycznych, albo nie należeli do świata muzyki pop w ogóle. Uważam, że płyta wyprzedziła swoją erę i zostanie doceniona z biegiem czasu” – powiedziała w wywiadzie.
W kwietniu 2021 roku producentka Linda Perry ujawniła tytuły dwóch piosenek swojego autorstwa, które napisano z myślą o albumie Bionic: „February” oraz „My Heart is Craving”. Obie zostały odrzucone przez Aguilerę.

### Kompozycja i utwory
Artystka opisała Bionic jako „unikatowy miks łączący w sobie wiele różnych gatunków i stylów muzycznych”. Zdaniem wokalistki, muzyka na Bionic jest „świeża i seksowna”, a także zróżnicowana tematycznie: zabawowa, jak i introspekcyjna. Wśród zawartych na albumie gatunków dominuje electropop oraz muzyka z pogranicza R&B i popu. Inne style pojawiające się na albumie to między innymi dance(-pop), muzyka urban, soul czy synthpop. Bionic zrealizowano w futurystycznej konwencji dźwiękowej (korzystając głównie z instrumentów elektronicznych i komputerowych), w przeciwieństwie do poprzedniej płyty Aguilery Back to Basics.
Edycja standardowa
Pierwszy utwór z albumu, tytułowy „Bionic”, służy za wprowadzenie do tematyki albumu. Tekst piosenki dotyczy kroku postawionego w przyszłość, wejścia w „futurystyczny świat”, o którym śpiewa wokalistka. Utwór wyprodukowany został przez Johna Hilla i Switcha; drugi z nich znany jest z realizacji wysublimowanych piosenek na albumy wokalistki M.I.A. Gatunkowo „Bionic” określony jest jako electropop, a także gromadzi w sobie elementy electroclashu. „Not Myself Tonight” to electro-/dance-popowa piosenka, czerpiąca także z R&B oraz stylu urban. Wyprodukowany przez Polow da Dona, singel traktuje o pozbywaniu się zahamowań i zabawie. „Not Myself Tonight” uznany został za muzyczny powrót do stylu prezentowanego przez Aguilerę w jej piosence „Dirrty” (2002), porusza bowiem motywy seksualności i wyuzdania. W trzecim utworze, nagranym wraz z raperką Nicki Minaj „Woohoo”, Aguilera uwodzi słuchacza oraz porównuje swoje narządy płciowe do czegoś pysznego; utwór mówi o technice seksu oralnego cunnilingus. Piosenka produkcji Polow da Dona stanowi miks różnych gatunków muzycznych, głównie elektroniki, hip-hopu (określana jest jako electrohop) i rhythm and bluesa, także reggae, dancehallu i urban. W elektronicznym „Elastic Love” Aguilera śpiewa o miłości pełnej wigoru i pożądania, którą porównuje do gumki recepturki (przez jej przyciągające oddziaływanie). Jest to drugi na albumie utwór wyprodukowany przez Hilla i Switcha; jedną z jego autorek jest M.I.A., przez co przypomina jej dokonania. „Desnudate”, produkcji Christophera „Tricky’ego” Stewarta, czerpie z electropopu i popu latynoskiego. Energiczna piosenka jest zapisem seksualnych fantazji wykonawczyni, Aguilera rozkazuje swoim słuchaczom rozebrać się i jej ulec.
Utwór szósty, „Love & Glamour”, stanowi intro do kolejnej piosenki. W jedenastosekundowym wstępie tym Aguilera mówi o modzie, która jest jej zdaniem stylem życia i wyborem. „Glam”, sklasyfikowany jako połączenie electropopu i miejskiego R&B, traktuje o wysokiej klasy modzie. Zdaniem Claude’a Kelly’ego, jednego z autorów, „Glam” skierowane jest ku żeńskim odbiorcom oraz traktuje o wertowaniu garderoby i szukaniu najlepszego stylu, dążeniu do bycia olśniewającą i seksowną przed wyjściem do klubu. Christopher Stewart wyprodukował ten, jak i kolejny zawarty na płycie utwór – „Prima Donnę”. „Prima Donna” stawia Christinę Aguilerę w świetle „królowej muzyki pop”; wokalistka śpiewa, że może rządzić światem. Kompozycja stanowi miks gatunków popu, R&B i elektroniki. Gościnnie głosu swojego udzielił w niej raper Lil Jon. „Morning Dessert”, produkcji Bernarda „Focusa...” Edwardsa Jr., jest utworem 9. i intrem do utworu 10. Wstęp trwa minutę i trzydzieści trzy sekundy, Aguilera śpiewa, a momentami recytuje w nim o budzeniu się i szykowaniu do pracy oraz porównuje swojego męża do tytułowego porannego deseru. „Sex for Breakfast”, także wyprodukowany przez Focusa..., to unikatowe połączenie synthpopu oraz smooth jazzu. Piosenka jest seksowna i leniwa, traktuje o stosunku seksualnym odbywanym o poranku. Stanowi wprowadzenie do ballad, które układają się w ciąg utworów od 11. do 15.

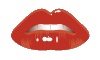
Krwistoczerwone usta Aguilery stały się symbolem ery Bionic.

Pierwszą z ballad jest „Lift Me Up” autorstwa i produkcji Lindy Perry. Jest to utwór o wzniosłym nastroju, mówi o liczeniu na bycie podniesionym przez kogoś na duchu, nadziei na uzyskanie pomocy. Stylistycznie piosenka łączy w sobie klasyczny pop z piano popem. 12. to 19-sekundowe intro „My Heart”, stanowiące zarejestrowane jedne z pierwszych słów Maksa Lirona Bratmana, syna Aguilery. Utworem 13. jest dedykowany Maksowi „All I Need”, w którym wokalistka śpiewa synowi, że „przynosi jej nadzieję, gdy nie może oddychać”. Jest to łagodna kompozycja popowa oraz pierwsza z trzech ballad wyprodukowanych przez Samuela Dixona (kolejne to 14. i 15.). „I Am” w swojej treści przejawia się jako pochwała cech osobowości (zalet i wad) wykonawczyni, artystka pyta w nim ukochanego mężczyznę, czy „weźmie ją taką, jaka jest”. W „You Lost Me” przedstawiona zostaje historia zgubnego romansu; podmiot liryczny przechodzi kryzys emocjonalny po utracie osoby, którą kochał. „I Am” i „You Lost Me” to hybrydy popu, soulu i muzyki adult contemporary.
Kolejny na liście jest utwór „I Hate Boys” produkcji Polow da Dona. Kompozycja łączy pop z muzyką elektroniczną. Aguilera opisała „I Hate Boys” jako feministyczny hymn skierowany do mężczyzn, którzy dyskryminują kobiety i ich zaangażowanie w pracę. „My Girls” powstał przy współpracy wokalnej Aguilery z Peaches. Wyprodukowany przez zespół Le Tigre utwór wpisuje się w nurt muzyki nu-disco, electrofunku oraz rapu. Zawartość liryczna utworu to pochwała feminizmu skryta pod wątkiem żeńskiej imprezy. Piosenką zamykającą standardową edycję albumu jest 18, „Vanity”, wyprodukowany przez Ester Dean, współautorkę wcześniejszych utworów z albumu. W dance-popowym „Vanity” wokalistka śpiewa o dystansie do siebie, byciu próżnym i czerpaniu z tego przyjemności. Piosenkę tę kończy zdanie wypowiadane przez Aguilerę: „Nie dajcie nam zapomnieć, kto obejmuje tron”. W użytym nagraniu audio Maks Liron Bratman odpowiada: „Ty obejmujesz, mamusiu”.
Deluxe edition

### Okładka
Okładka albumu została zaprojektowana przez Deana Stocktona, londyńskiego artysty tworzącego w nurcie street art, powszechnie znanego pod pseudonimem D*Face. Przedstawia Christinę Aguilerę jako robota. W 2014 roku Stockton opowiedział o projektowaniu grafiki: „Kiedy Christina zapytała, czy mogę zaprojektować okładkę jej nadchodzącego albumu, oczywiście bardzo mi to pochlebiało, ale również zmartwiło, bo nie słuchałem jej muzyki. (...) Wyjaśniła mi że mam absolutną kontrolę nad projektem. Poprosiłem ją o możliwość przesłuchania krążka, aby przekonać się, co wpadnie mi do głowy. (...) Płyta łączy w sobie uczucia futuryzmu i nostalgii. (...) Christina jest niesamowitą wokalistką – jej głos jest niewiarygodny. Całkowicie naturalnym wydał mi się pomysł, by przedstawić ją jako zbiór muzycznych elementów, jako robota. Praca nad projektem pochłonęła sporo czasu, ale sam proces przebiegł bardzo gładko.”

## Wydanie i promocja
Ogólnoświatowa premiera albumu Bionic odbyła się w piątek, 4 czerwca 2010 roku, kiedy to Sony Music ekskluzywnie opublikowało płytę na terenie Australii, Holandii i Niemczech. W Polsce Bionic wydano trzy dni później, 7 czerwca. Standardowa edycja albumu zawierała osiemnaście piosenek. Album ukazał się także w rozszerzonej wersji deluxe, obfitującej w pięć bonusowych utworów. Ponadto w edycji deluxe zwykła okładka została zastąpiona wersją 3D, a książeczkę wzbogacono o cztery dodatkowe strony.
Aguilera promowała album przy pomocy licznych występów na żywo oraz wywiadów udzielonych czasopismom i prezenterom popularnych programów telewizyjnych. W lutym 2010, na łamach amerykańskiej edycji magazynu Marie Claire, ujawniła tytuły albumu oraz trzech pochodzących z niego kompozycji. 22 stycznia 2010 wystąpiła z wyprodukowaną przez Lindę Perry balladą „Lift Me Up” podczas telethonu Hope for Haiti Now: A Global Benefit for Earthquake Relief w Los Angeles. 7 maja tego roku wykonała singel „Not Myself Tonight” w talk show The Oprah Winfrey Show. Gościła na okładkach światowych magazynów, między innymi niemieckiej edycji GQ (wyd. czerwiec), lifestyle’owego Outu (czerwiec) czy kobiecego miesięcznika Latina (czerwiec/lipiec). 26 maja Aguilera uświetniła finałowy odcinek dziewiątego sezonu talent show American Idol, wykonując w charakterze gwiazdy wieczoru singlową balladę „You Lost Me”. 6 czerwca, w trakcie gali MTV Movie Awards 2010 w Los Angeles, w widowiskowym show artystka zaprezentowała medley utworów „Bionic”, „Not Myself Tonight” oraz „Woohoo”. Dwa dni później, w momencie premiery czwartego albumu studyjnego Aguilery na amerykańskim rynku muzycznym, wokalistka odśpiewała kilka ze swoich największych przebojów, jak również utwory „Bionic” i „Not Myself Tonight”, podczas porannego magazynu telewizyjnej stacji NBC The Today Show. 9 czerwca udzieliła obszernego wywiadu oraz odśpiewała „You Lost Me” w talk show CBS-u Late Show with David Letterman. 10 czerwca szeroko promowany singel „Not Myself Tonight” wykonany został podczas programu Live with Regis and Kelly, w którym Aguilera udzieliła także wywiadu. Następnego dnia w The Early Show stacji CBS wokalistka wystąpiła aż z pięcioma swoimi piosenkami, w gronie których znalazły się dwie z Bionic – tytułowa oraz „Not Myself Tonight”. Promocja albumu i pochodzących z niego utworów obejmowała również udział Aguilery w audycji VH1 Storytellers muzycznej stacji VH1.

### Bionic Tour
W ramach promocji albumu, Aguilera planowała wyruszyć w trasę Bionic Tour, która miała rozpocząć się w lipcu 2010 roku. Wiosną tego roku zapowiedziano dwadzieścia koncertów wokalistki, mających odbyć się na terenie Kanady i Stanów Zjednoczonych pomiędzy 15 lipca a 19 sierpnia, wspomniano także o występach brytyjskiej piosenkarki Leony Lewis, która podczas trasy miałaby supportować show Aguilery. Dnia 24 maja 2010 na własnej stronie internetowej Aguilera wydała oficjalne oświadczenie, według którego przekłada trasę na rok 2011. W wiadomości tej artystka napisała, że ze względu na zaawansowaną promocję albumu Bionic oraz swojego debiutanckiego filmu Burleska nie jest w stanie opracować trasy na poziomie, jakiego oczekiwaliby od niej fani, w związku z czym potrzebuje więcej czasu na pracę nad przedsięwzięciem. Bionic Tour promowane było przez agencję Live Nation. Finalnie tournée nie odbyło się, a ani Aguilera, ani korporacja Live Nation nie wydali na ten temat żadnego oświadczenia usprawiedliwiającego swoją decyzję.

## Przyjęcie
| AllMusic             | [ 16 ] |
| AxunArts             | [ 43 ] |
| Billboard            | [ 44 ] |
| Cgm.pl               | [ 45 ] |
| Entertainment Weekly | (C)    |
| Los Angeles Times    | [ 47 ] |
| Rolling Stone        | [ 18 ] |
| Slant Magazine       | [ 17 ] |
| The Times            | [ 48 ] |
| USA Today            | [ 49 ] |

### Opinie
Płyta odniosła względnie spory sukces artystyczny, spotykając się ze znaczną ilością pozytywnych komentarzy, choć także z recenzjami negatywnymi i (najrzadziej) neutralnymi. Ogólny odbiór albumu był skrajny, a krytycy albo doceniali Aguilerę za śmiałość w eksperymentowaniu z muzyką, albo negowali inspirowanie się wokalistki twórczością artystów współpracujących z nią nad albumem.
Rob Sheffield, recenzent magazynu Rolling Stone, wycenił album na , która to ocena idealnie odzwierciedla stanowisko dziennikarzy muzycznych w sprawie Bionic. Redaktor dziennika The Washington Post Allison Stewart podsumowała Bionic jako album „głośny, zrobotyzowany i rozwlekły” oraz uznała „wirtualne zaniedbanie” ze strony wokalu Aguilery (efekty auto-tune) za „największe rozczarowanie” płyty. Pete Paphides z ekipy prestiżowego pisma The Times przyznał albumowi ocenę w postaci , chwaląc głównie kierownictwo muzyczne Aguilery; napisał, że „album brzmi dojrzalej i jest bardziej pewny siebie”, w porównaniu z wcześniejszą dyskografią wokalistki. Stephen Thomas Erlewine z AllMusic wydał pochlebną recenzję, doceniając między innymi różnorodność albumu, jednak nie uznał go za dzieło śmiałe. W krótkim podsumowaniu własnej recenzji Łesław Dutkowski (cgm.pl) opisał Bionic jako płytę „syntetyczną, energetyczną, seksowną (...) i refleksyjną”. Ponadto pamflecista docenił różnorodność albumu: „Z jednej strony jest Aguilera śpiewająca liryczne kompozycje do naturalnego, nastrojowego podkładu. Na drugim biegunie lokuje się Aguilera kochająca klubowe imprezy, syntetyczne, skoczne, żywe piosenki, mocno buczącą elektronikę. A nade wszystko lubuje się w rozsiewaniu tętniącej erotyzmem aury” – pisał autor. Dutkowski omówienie albumu podsumował zwieńczeniem: „Ku zaskoczeniu, w obydwu (...) wcieleniach mieszkających obok siebie wokalistka prezentuje się dobrze. (...) Do twarzy Aguilerze zarówno z sexy elektroniką, jak i nastrojowymi, akustycznymi piosenkami.” Elysa Gardner z USA Today doceniła wokalizę Christiny Aguilery, pisząc: „Aguilera posiada atut, którego wielu jej konkurentom brakuje: znakomite zdolności wokalne. Na albumie Bionic artystka wykorzystuje swój talent z wielką dojrzałością i wyobraźnią”. Mimo to, utwory znajdujące się na płycie dziennikarka nazwała „mało odkrywczymi”.
Przychylna albumowi nie była Leah Greenblatt z Entertainment Weekly. Redaktorka przyznała mu ocenę „C” (w odwołaniu do skali szkolnej, A–E) i zdała powód swojej punktacji: „na Bionic talent wokalny Aguilery jest zbyt często negowany poprzez zamiłowanie artystki do oklepanych (...) bitów oraz agresywną, męczącą hiperseksualność”. W swej zasadniczo neutralnej recenzji dla New York Timesa, Jon Pareless zauważył, że – w porównaniu ze starszymi wydawnictwami studyjnymi Aguilery – album Bionic stanowi swoiste „zboczenie artystyczne”; zgodził się jednak z Pete’em Paphidesem (The Times) w kwestii sprawnego kierownictwa muzycznego sprawowanego nad albumem oraz docenił jego popowe walory. Eric Henderson ze Slant Magazine ocenił album na  oraz porównał go do albumów Britney Spears z ostatnich lat. Pracująca dla dziennika Los Angeles Times pamflecistka Margaret Wappler komplementowała rozerotyzowany wizerunek, przedstawiony przez Aguilerę na albumie.
Bionic zyskał uznanie wśród fanów artystki dzięki różnorodności i nowoczesnej aranżacji muzycznej, które na albumie zaprezentowała Aguilera.
Magazyn Spin umieścił album na pozycji czwartej swojego notowania „25 najważniejszych wakacyjnych albumów roku 2010”, a wiele zawartych na wydawnictwie utworów zyskało entuzjastyczne recenzje i objęło wysokie pozycje w tworzonych przez opiniodawców rankingach najlepszych piosenek 2010. Australijski dziennik Herald Sun okrzyknął nawet zamieszczoną na deluxe edition płyty piosenkę „Birds of Prey” „najbardziej niedocenionym dziełem muzycznym 2010 roku”. Przez tygodnik Billboard album nazwany został najlepszą popową mainstreamową płytą roku, a przez redaktora witryny The Gospel According to Richard Eric – jednym z najlepszych wydawnictw muzycznych minionych dwunastu miesięcy. Z kolei tygodnik rozrywkowy Entertainment Weekly okrzyknął Bionic piątym najgorszym albumem roku 2010.

### Sprzedaż
Album, choć sprzedał się w niewysokiej ilości egzemplarzy (nakład 1 000 000; stan na kwiecień 2011), cieszył się powodzeniem komercyjnym, docierając do Top 10 większości światowych list przebojów. W zestawieniu przebojów albumowych Wielkiej Brytanii Bionic zadebiutował na pozycji pierwszej 19 czerwca 2010, w pierwszy weekend od wydania sprzedając się w ilości 24 300 egzemplarzy. W zestawieniu ZPAV-u, badającym nakład sprzedanych albumów CD, album zajął 7. pozycję, zyskując z miejsca tytuł najlepiej sprzedającego się wydawnictwa Aguilery w Polsce. Z kolei w Stanach Zjednoczonych, w notowaniu Billboard 200, debiutował z miejsca trzeciego, co – choć stanowiło wysoką pozycję – równało się z osiągnięciem na liście najniższej pozycji szczytowej przez którykolwiek z dotychczas wydanych anglojęzycznych albumów studyjnych Aguilery.
W Australii album objął 3. miejsce listy ARIA Top 100 Albums, w Nowej Zelandii – pozycję szóstą na RIANZ Top 40 Albums. Na świecie Bionic plasował się w Top 10 oficjalnych zestawień przebojów albumowych w Austrii, Belgii (Flandrii), Czechach, Finlandii, Grecji (1. miejsce), Hiszpanii, Holandii, Irlandii, Korei Południowej (1.), Niemczech, Rosji, na Słowacji, w Szkocji, Szwajcarii, Szwecji, Tajwanie (1.), Turcji (1.), Wenezueli (1.) i we Włoszech; zdobył też szczyt listy European Top 100 Albums. Do 2017 roku sprzedano 1,5 mln egzemplarzy albumu.

## Nagrody i wyróżnienia
W listopadzie 2010 Aguilera za album Bionic została nominowana do nagrody Virgin Media Music w dwóch kategoriach: wokalistka roku i najlepszy powrót. Wokalistka zwyciężyła w drugiej z kategorii. Także pod koniec roku 2010 ogłoszone zostały pre-nominacje do nagrody Grammy. Pomimo aż dziewięciu prenominacji powiązanych z albumem Bionic, artystka nie została wyróżniona żadną ostateczną nominacją. Aguilera była rozpatrywana jako nominowana do nagród w kategoriach:
- nagranie roku (Record of the Year; za „You Lost Me”),
- album roku (Album of the Year; Bionic),
- piosenka roku (Song of the Year; „You Lost Me”),
- najlepszy żeński występ pop (Best Female Pop Vocal Performance; „You Lost Me”),
- najlepszy żeński występ pop (Best Female Pop Vocal Performance; „Lift Me Up”),
- najlepsza współpraca wokalna – muzyka pop (Best Pop Collaboration with Vocals; „Woohoo”),
- najlepszy album wokalny – muzyka pop (Best Pop Vocal Album; Bionic),
- najlepsze nagranie dance (Best Dance Recording; „Not Myself Tonight”),
- najlepszy teledysk krótkometrażowy (Best Short Form Video; „You Lost Me”)[87].

Internetowa radiostacja Last.fm, gromadząca fanów muzyki rozrywkowej z całego świata, uwzględniła Bionic w swym rankingu „The Best of 2010”. W notowaniu albumowi przypisano 11. pozycję wśród najpopularniejszych albumów muzycznych roku 2010. W lipcu 2011 Aguilera uzyskała za album nominację do nagrody ALMA jako ulubiona artystka muzyczna.
Bionic uzyskał też nominacje do nagród The Flecking w kategorii najlepszy album oraz BT Digital Music w kategorii najlepsza promocja artystyczna.

## Single
Inauguracyjnym singlem promującym album został utwór „Not Myself Tonight”. Jego ogólnoświatowa premiera odbyła się na antenie stacji radiowej A.P.E. dnia 30 marca 2010 roku, lecz premiera fizyczna (w formie digital download) miała miejsce 13 kwietnia. Piosenka zyskała pozytywne recenzje krytyków oraz została zilustrowana kontrowersyjnym wideoklipem, który komentatorzy określili jako „estetyczny, lecz nieoryginalny”. Singel zadebiutował na pozycji dwudziestej trzeciej notowania Billboard Hot 100 i nie zdobył w Stanach Zjednoczonych większej popularności. W ciągu niespełna miesiąca osiadł na szczycie libańskiej listy przebojów Lebanese Top 20, by następnie stać się hitem całego kontynentu azjatyckiego. Odniósł umiarkowany sukces na światowych listach przebojów, obejmując między innymi 11. miejsce na Canadian Hot 100 oraz 12. pozycję na UK Singles Chart.
Jako drugi singel dnia 18 maja 2010 roku wydany został „Woohoo”, nagrany przez Christinę Aguilerę wraz z Nicki Minaj. Opublikowany tylko jako singel promocyjny w sprzedaży cyfrowej, utwór uzyskał korzystne opinie krytyków muzycznych, którzy ze szczególną aprobatą przyjęli mocny wokal Aguilery. Mimo to, słabo promowana piosenka zajęła niskie pozycje na większości list przebojów (79. na Billboard Hot 100, 148. w notowaniu UK Singles Chart; do wyższych miejsc singlowa kompozycja dotarła w notowaniach azjatyckich).
Trzecim w ogóle, a drugim oficjalnym singlem została ballada „You Lost Me”, z premierą mającą miejsce 6 lipca 2010 roku. Wydawnictwo minęło się z sukcesem komercyjnym, spotykając się jednak z bardzo dobrym przyjęciem recenzentów; podobnie, pochlebne opinie zebrał wideoklip do utworu. „You Lost Me” był notowany wysoko na listach przebojów w Azji, lecz nie zyskał znacznej sukcesywności w żadnym innym rejonie świata. W Stanach Zjednoczonych stał się pierwszym singlowym wydawnictwem Christiny Aguilery nienotowanym na liście Billboard Hot 100.
3 września 2010 roku odbyła się premiera singla promocyjnego „I Hate Boys”. Był to ogółem czwarty singel z albumu, choć wydany wyłącznie w Australii i Nowej Zelandii.
Na początku marca 2011 spekulowano na temat wydania trzeciego oficjalnego, publikowanego fizycznie singla z albumu Bionic, którym miała zostać ballada „I Am”. Do wydania singla nie doszło. Dodatkowo, w styczniu 2012 okazało się, że Aguilera chciała wydać na singlu utwór „Birds of Prey” (który znalazł się na deluxe edition), na co nie zezwolili jej zarządcy RCA Records.

### Inne piosenki notowane na listach przebojów
W sumie pięć niesinglowych utworów z albumu notowanych było na prestiżowych, światowych listach przebojów.
W pierwszym kwartale 2010 „Lift Me Up” osiągnął miejsca 125. na Billboard Hot 100 oraz 183. na UK Singles Chart. Wkrótce po wydaniu albumu Bionic, pochodzący z niego tytułowy utwór, dzięki wysokiej sprzedaży cyfrowej, debiutował na pozycji sześćdziesiątej szóstej listy Billboard Hot 100; następnie notowany był na listach przebojów Nikaragui (27. miejsce) i Ekwadoru (35.).
W krajach azjatyckich sukcesywne okazały się piosenki „Glam” i „Monday Morning”: obie pojawiły się na liście przebojów Korei Południowej (na pozycjach sześćdziesiątej drugiej i sto siedemdziesiątej piątej), ponadto pierwsza z nich zajęła szczytne miejsce siedemnaste w hongkońskim notowaniu Hong Kong Top 20 Singles. „Monday Moring” objął też pozycję 22. na liście przebojów Panamy. Utwór „Little Dreamer” był notowany w Republice Południowej Afryki, na 162. miejscu.

## Spuścizna

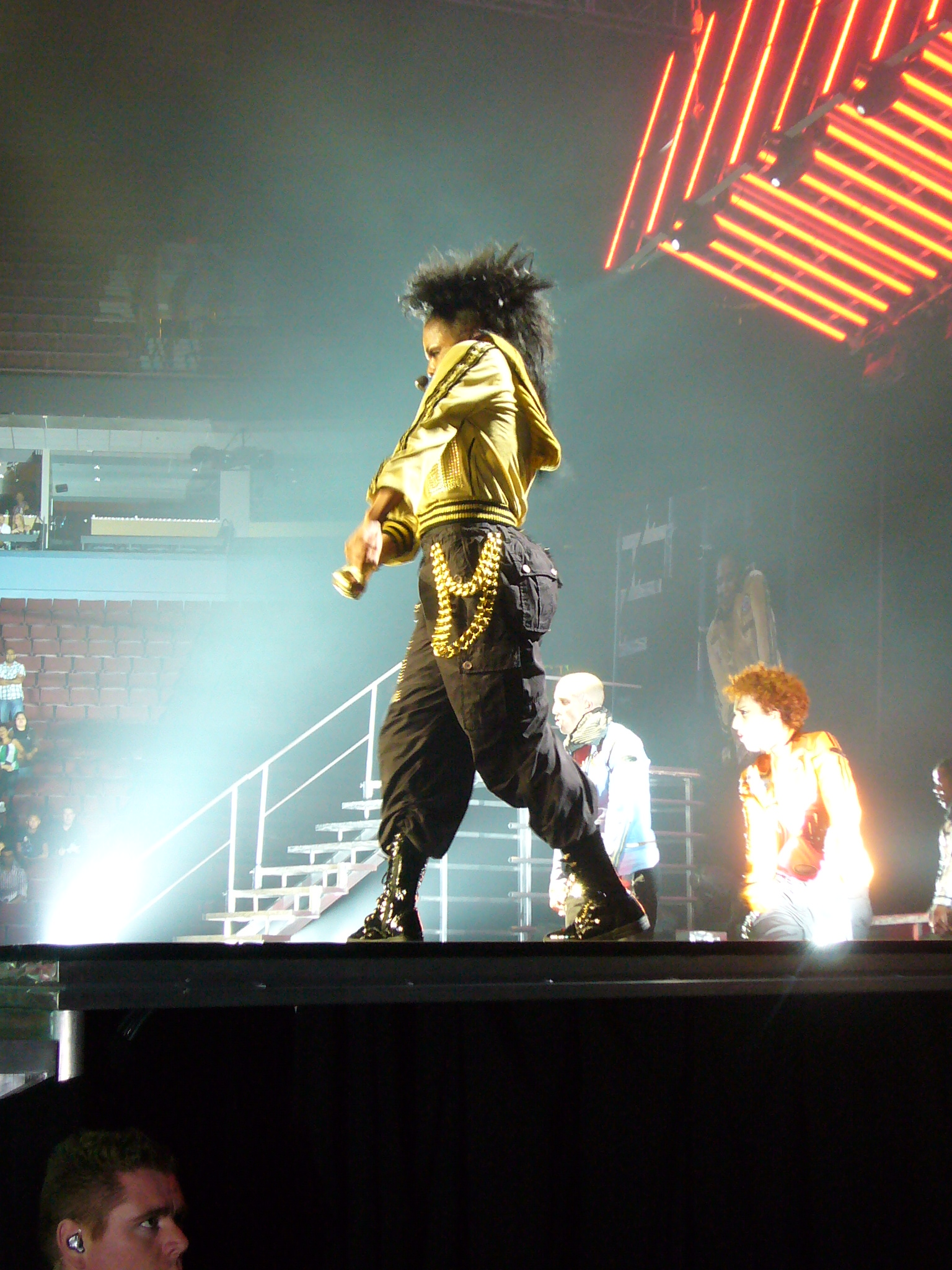
Dziennik The Houston Chronicle uznał Bionic za album „postępowy” i porównał go do The Velvet Rope z repertuaru Janet Jackson.

W 2012 Sam Lansky, dziennikarz współpracujący z witryną MTV.com, okrzyknął Bionic albumem „niezrozumianym, wyprzedzającym swoje czasy”. „Dwa lata po wydaniu płyty, znakomitość Bionic pozostaje niewzruszona”, pisał Lansky. Opinii tej wtórowali Matt Stopera (BuzzFeed.com) oraz redaktorzy serwisu muzycznego popheart.pl, chwalący między innymi nagrania „Birds of Prey”, „You Lost Me” i „Elastic Love”. Płyta, w tym pochodząca z niej piosenka „Monday Morning”, zainspirowały kolekcję brytyjskiego projektanta mody Bobby’ego Ableya na lato 2014 roku. Wiosną 2016 roku utwór „My Girls”, nagrany przy współudziale Peaches, znalazł się na playliście sporządzonej przez kandydującą na stanowisko prezydenckie byłą sekretarz stanu USA Hillary Clinton. Za pośrednictwem serwisu Spotify Clinton skompilowała playlistę trzydziestu utworów muzycznych; wykonawcą każdej z piosenek został artysta mocno zaangażowany w działalność społeczną.
Joey Guerra uznał, że Bionic „wymaga obrony”, a jego negatywne przyjęcie w roku 2010 było niesprawiedliwością. Zdaniem Guerry, album „wyprzedził swoje czasy”, był „niezależny i postępowy” (podobnie jak Erotica Madonny oraz The Velvet Rope Janet Jackson). W retrospektywnym omówieniu dla miesięcznika Attitude stwierdzono, że na wydawnictwie „kryje się eksperymentalny, ekscytujący i prowokujący do myślenia pop”. Alim Kheraj pisał, że niektóre z piosenek są innowacyjne, odważne i „przekraczają granice muzyki popularnej”.
8 czerwca 2020 roku, w dziesiątą rocznicę swojej premiery, album powrócił na listy przebojów sprzedaży cyfrowej. Było to wynikiem kampanii „#JusticeForBionic”, zorganizowanej w mediach społecznościowych. Bionic uplasował się w czołowej piątce kilkunastu notowań iTunes Store, zajmując miejsce pierwsze między innymi w Hiszpanii, Brazylii, Meksyku i Argentynie, miejsce drugie w Rosji oraz trzecie w Stanach Zjednoczonych. Na liście ogólnoświatowej (Worldwide iTunes Album Chart) objął pozycję dziewiątą. „Little Dreamer”, wcześniej dostępny wyłącznie jako bonus track w sprzedaży iTunes, udostępniony został w mediach strumieniowych, a ponowne zainteresowanie utworem sprawiło, że on również dotarł na szczyt kilku notowań iTunes Store (m.in. w Brazylii, Argentynie, Meksyku). Wszedł też na oficjalną listę przebojów na Filipinach, zajmując miejsce trzynaste.

## Lista utworów
Lista utworów, które znajdują się na albumie Bionic, została podana do informacji fanów na oficjalnej stronie internetowej Christiny Aguilery dnia 8 maja 2010 roku.
| Nr  | Tytuł utworu                      | Autor                                                                     | Producent         | Długość |
| --- | --------------------------------- | ------------------------------------------------------------------------- | ----------------- | ------- |
| 1.  | „Bionic”                          | Christina Aguilera, Kalenna Harper, John Hill, David Taylor               | John Hill, Switch | 3:21    |
| 2.  | „Not Myself Tonight”              | Jamal Jones, Ester Dean, Greg Curtis, Jason Perry                         | Polow da Don      | 3:05    |
| 3.  | „Woohoo” (featuring Nicki Minaj)” | Aguilera, Onika Maraj, Dean, Claude Kelly, Jones                          | Polow da Don      | 5:29    |
| 4.  | „Elastic Love”                    | Aguilera, Maya Arulpragasm, Hill, Taylor                                  | Hill, Switch      | 3:34    |
| 5.  | „Desnudate”                       | Aguilera, Christopher Stewart, Kelly                                      | Tricky Stewart    | 4:25    |
| 6.  | „Love & Glamour (Intro)”          |                                                                           |                   | 0:11    |
| 7.  | „Glam”                            | Aguilera, Stewart, Kelly                                                  | Tricky Stewart    | 3:40    |
| 8.  | „Prima Donna”                     | Aguilera, Stewart, Kelly                                                  | Tricky Stewart    | 3:26    |
| 9.  | „Morning Dessert (Intro)”         | Bernard Edwards Jr.                                                       | Focus...          | 1:33    |
| 10. | „Sex for Breakfast”               | Aguilera, Edwards Jr., Noel Fisher                                        | Focus...          | 4:49    |
| 11. | „Lift Me Up”                      | Linda Perry                                                               | Linda Perry       | 4:07    |
| 12. | „My Heart (Intro)”                |                                                                           |                   | 0:19    |
| 13. | „All I Need”                      | Aguilera, Sia Furler, Samuel Dixon                                        | Samuel Dixon      | 3:33    |
| 14. | „I Am”                            | Aguilera, Furler, Dixon                                                   | Dixon             | 3:55    |
| 15. | „You Lost Me”                     | Aguilera, Furler, Dixon                                                   | Dixon             | 4:18    |
| 16. | „I Hate Boys”                     | Aguilera, Jones, Dean, William Tyler, Bill Wellings, J.J. Hunter          | Polow da Don      | 2:24    |
| 17. | „My Girls” (featuring Peaches)”   | Aguilera, Kathleen Hanna, Johanna Fateman, JD Samson, Merrill Beth Nisker | Le Tigre          | 3:08    |
| 18. | „Vanity”                          | Aguilera, Dean, Kelly                                                     | Ester Dean        | 4:21    |
|     |                                   |                                                                           |                   | 59:38   |

### Deluxe edition
11 maja opublikowano listę pięciu dodatkowych utworów, zawartych na edycji rozszerzonej albumu (tzw. deluxe edition). Piosenka „Little Dreamer” została wydana wyłącznie za pośrednictwem iTunes Store jako dodatkowy utwór.
| Nr | Tytuł utworu                       | Autor                                                                    | Producent    | Długość |
| -- | ---------------------------------- | ------------------------------------------------------------------------ | ------------ | ------- |
| 1. | „Monday Morning”                   | Aguilera, Sam Endicott, Hill, Taylor, Santi White                        | Hill, Switch | 3:54    |
| 2. | „Bobblehead”                       | Aguilera, Hill, Taylor, White                                            | Hill, Switch | 3:02    |
| 3. | „Birds of Prey”                    | Aguilera, Cathy Dennis, Daniel Hunt, Reuben Wu, Helen Marnie, Mira Aroyo | Ladytron     | 4:20    |
| 4. | „Stronger than Ever”               | Aguilera, Furler, Dixon                                                  | Dixon        | 4:16    |
| 5. | „I Am (Stripped)”                  | Aguilera, Furler, Dixon                                                  | Dixon        | 3:55    |
| 6. | „Little Dreamer” (tylko na iTunes) | Aguilera, Dennis, Hunt, Wu                                               | Ladytron     | 4:11    |
|    |                                    |                                                                          |              | 23:38   |

## Twórcy
- Główne wokale: Christina Aguilera
- Wokale wspierające: Claude Kelly („Glam”, „Vanity”)

## Pozycje na listach przebojów
| Kraj/region              | Notowanie (2010)             | Wydawca              | Najwyższa pozycja |
| ------------------------ | ---------------------------- | -------------------- | ----------------- |
| Australia                | Top 100 Albums               | ARIA Charts          | 3                 |
| Australia                | Top 100 Digital Albums       | ARIA Charts          | 3                 |
| Austria                  | Top 100 Albums               | Ö3 Austria Top 40    | 3                 |
| Belgia (Flandria)        | Top 50 Albums                | Ultratop             | 4                 |
| Belgia (Region Waloński) | Top 50 Albums                | Ultratop             | 23                |
| Brazylia                 | Top 30 Albums                | ABPD                 | 9                 |
| Czechy                   | Top 50 Albums                | IFPI                 | 4                 |
| Dania                    | Top 40 Albums                | Tracklisten          | 12                |
| Europa                   | Top 100 Albums               | Billboard            | 1                 |
| Finlandia                | Top 50 Albums                | ÄKT                  | 10                |
| Francja                  | Top 200 Albums               | SNEP                 | 23                |
| Grecja                   | Top 75 Albums                | ΕΕΠΗ                 | 1                 |
| Hiszpania                | Top 100 Albums               | PROMUSICAE           | 4                 |
| Holandia                 | Top 100 Albums               | MegaCharts           | 6                 |
| Irlandia                 | Top 100 Albums               | IRMA                 | 4                 |
| Japonia                  | Top 100 Albums               | Oricon               | 6                 |
| Kanada                   | Top 200 Albums               | Jam! Canoe/Billboard | 3                 |
| Korea Południowa         | Top 100 Albums               | Gaon Chart           | 1                 |
| Meksyk                   | Top 100 Albums               | AMPROFON             | 8                 |
| Niemcy                   | Top 100 Albums               | Media Control Charts | 6                 |
| Norwegia                 | Top 40 Albums                | VG-lista             | 20                |
| Nowa Zelandia            | Top 40 Albums                | RIANZ                | 6                 |
| Peru                     | Top 30 Albums                | IFPI                 | 10                |
| Polska                   | Top 100 Albums               | ZPAV                 | 7                 |
| Rosja                    | Top 25 Albums                | 2M                   | 5                 |
| Słowacja                 | Top 50 Albums                | IFPI                 | 4                 |
| Stany Zjednoczone        | Billboard 200                | Billboard            | 3                 |
| Szkocja                  | Top 75 Albums                | OCC                  | 2                 |
| Szwajcaria               | Top 100 Albums               | Schweizer Hitparade  | 2                 |
| Szwecja                  | Top 60 Albums                | Sverigetopplistan    | 9                 |
| Tajwan                   | Top 100 International Albums | RIT                  | 1                 |
| Tajwan                   | Top 100 Main Albums          | RIT                  | 1                 |
| Tajwan                   | Top Western Weekly Albums    | KKBox                | 4                 |
| Turcja                   | Official Albums Chart        | Kral TV              | 1                 |
| Urugwaj                  | Top 10 Albums                | CUD                  | 9                 |
| Wenezuela                | Top 40 Albums                | Recordland           | 1                 |
| Węgry                    | Top 40 Albums                | MAHASZ               | 12                |
| Wielka Brytania          | Top 200 Albums               | OCC                  | 1                 |
| Włochy                   | Top 100 Albums               | FIMI                 | 8                 |

| Kraj              | Notowanie (2010) | Wydawca    | Najwyższa pozycja |
| ----------------- | ---------------- | ---------- | ----------------- |
| Korea Południowa  | Top 100 Albums   | Gaon Chart | 89                |
| Stany Zjednoczone | Billboard 200    | Billboard  | 139               |
| Urugwaj           | Top 10 Albums    | CUD        | 15                |

| Kraj              | Pozycja |
| ----------------- | ------- |
| Australia         | 1       |
| Hiszpania         | 1       |
| Holandia          | 1       |
| Luksemburg        | 1       |
| Meksyk            | 1       |
| Niemcy            | 1       |
| Nowa Zelandia     | 1       |
| Stany Zjednoczone | 2       |
| Wielka Brytania   | 1       |
| Włochy            | 1       |

## Sprzedaż i certyfikaty
| Kraj              | Wydawca           | Certyfikat | Sprzedane egzemplarze |
| ----------------- | ----------------- | ---------- | --------------------- |
| Australia         | ARIA              | złoto      | 35,000+               |
| Austria           | IFPI              | złoto      | 10,000+               |
| Brazylia          | Pro-Música Brasil | –          | 20,000+               |
| Grecja            | IFPI              | złoto      | 3,000+                |
| Japonia           | RIAJ              | –          | 65,000+               |
| Kanada            | Music Canada      | –          | 35,000+               |
| Meksyk            | AMPROFON          | –          | 25,000+               |
| Niemcy            | BVMI              | –          | 35,000+               |
| Rosja             | 2M                | platyna    | 20,000+               |
| Stany Zjednoczone | RIAA              | złoto      | 500,000+              |
| Wielka Brytania   | BPI               | srebro     | 75,000+               |
| Azja              | –                 | –          | 90,000+               |

## Daty wydania
| Państwo           | Data           | Format               | Wytwórnia        | Katalog                                                          |
| ----------------- | -------------- | -------------------- | ---------------- | ---------------------------------------------------------------- |
| Niemcy            | 4 czerwca 2010 | CD, digital download | Sony Music       | 88697726802                                                      |
| Holandia          | 4 czerwca 2010 | CD, digital download | Sony Music       | 2550009261837                                                    |
| Australia         | 4 czerwca 2010 | CD, digital download | Sony Music       |                                                                  |
| Francja           | 7 czerwca 2010 | CD, digital download | RCA, Sony Music  | B003FMTZOM                                                       |
| Polska            | 7 czerwca 2010 | CD, digital download | Sony Music       | 88697723382                                                      |
| Wielka Brytania   | 7 czerwca 2010 | CD, digital download | RCA Records      | 88697608672 (edycja standardowa), 88697714912 (deluxe edition)   |
| Stany Zjednoczone | 8 czerwca 2010 | CD, digital download | RCA Records      | 886977148620 (edycja standardowa), 886977149122 (deluxe edition) |
| Argentyna         | 8 czerwca 2010 | CD                   | Sony Music       |                                                                  |
| Japonia           | 9 czerwca 2010 | CD, digital download | Sony Music Japan | SICP2604                                                         |